# The Tossers
The Tossers är ett amerikanskt keltisk punk-band från Chicago i  Illinois. De bildades under tidigt 1990-tal, men blev inte uppmärksammade förrän efter turnéer med band som Lost City Angels, Murphy's Law, Streetlight Manifesto, Catch 22, Dropkick Murphys, The Reverend Horton Heat, Flogging Molly och senast Krum Bums och Street Dogs. De var förband för The Pogues i New York på St. Patrick's Day 2007.
Då de bildades under tidigt 90-tal så fördaterar de många välkända keltisk punk-band som tidigare nämnda Dropkick Murphys och Flogging Molly som bildades 1996 respektive 1997.

## Medlemmar
- Tony Duggins - Sång och mandolin
- Dan Shaw - Bas och dragspel
- Aaron Duggins - Tin whistle
- Mike Pawula - Gitarr
- Rebecca Manthe - Stråkinstrument
- Bones - Trummor

### Tidigare medlemmar
- Brian Dwyer - Gitarr (avliden)
- Clay Hansen - Banjo
- Lynn Bower - Sång

## Diskografi
- The Pint of No Return (1994)
- We'll Never Be Sober Again (1996) Folk You Records
- The Tossers/The Arrivals (split single) (1998) Smilin Bob Records
- Long Dim Road (2000) Thick Records
- Citizen Fish/The Tossers (split single) (2001) Thick Records
- The First League Out From Land (EP) (2001) Thick Records
- Communication & Conviction: Last Seven Years (2001) Thick Records
- Purgatory (album)|Purgatory (2003) Thick Records
- Live at The Metro 18 november 2004 (eMusic digital album) (2004) The Metro/eMusicLive
- The Valley of the Shadow of Death (2005) Victory Records
- Agony (album)|Agony (2007)  Victory Records
- Gloatin' and Showboatin': Live on St. Patrick's Day (CD/DVD) (2008) Victory Records
- On a Fine Spring Evening (2008)[1]
- The Emerald City (2012)

### Samlingar
- Magnetic Curses: A Chicago Punk Rock Compilation (2000) med "The Crutch (Alternativ version)"
- Love & Rebellion: A Thick Records Sampler (2002) med "The Pub (Alternativ version)"
- OIL: Chicago Punk Refined (2003) med "Teehan's"